# Echte Bandwürmer
Die Echten Bandwürmer (Eucestoda) sind parasitisch lebende Würmer im Darm von Wirbeltieren. Die größte Artenvielfalt findet sich in Fischen. Sie kommen auf der ganzen Erde verteilt vor.
Benannt werden Bandwürmer nach ihrem Endwirt. Eine Ausnahme bilden die Bandwürmer des Menschen, die den Namen des Zwischenwirts tragen: Der Rinderbandwurm Moniezia lebt adult im Rind und hat als Zwischenwirt eine Hornmilbe, der Rinderbandwurm Taenia lebt im Menschen und hat als Zwischenwirt das Rind.

## Merkmale
Der Körper der Echten Bandwürmer (Eucestoda) gleicht einem abgeflachten Band (daher der Name), das aus einzelnen, segmentähnlichen Proglottiden (Einzahl: Proglottis) besteht. Jede Proglottis enthält männliche und weibliche Geschlechtsorgane. 
Auch die Cestoda sind Zwitter und produzieren durch gegenseitige Begattung eine Unmenge an Nachkommenschaft. Nur unter den Eucestoda findet man sehr häufig auch Selbstbesamung.
Demgegenüber besitzen die ursprünglicheren Bandwurmgruppen (monozoische Bandwürmer) nur eine einzige Genitalgarnitur. Alle Bandwürmer sind Zwitter, besitzen weder als Larve noch als ausgewachsenes Tier einen Darm und haben eine spezielle Außenhaut, die als Synzytium aufgebaut ist.
Am Kopf (Scolex) der Bandwürmer befinden sich Haftorgane, entweder einfache Haftgruben oder komplexere Saugnäpfe, sowie Hakenkränze, mit denen sich der Wurm im Darm des Wirtes festhalten kann. Die Größe der Bandwürmer variiert zwischen 3 Millimetern wie beim Fuchsbandwurm (Echinococcus multilocularis) und bis zu 20 Metern beim Fischbandwurm (Diphyllobothrium latum).

## Lebenszyklus
Der befallene Endwirt scheidet artspezifisch befruchtete Onkosphären oder Proglottiden aus, die der Bandwurm abgibt. Dabei kann die Befruchtung gerade bei den längeren Arten als Selbstbefruchtung stattfinden, wobei die kopfnahen, männlich ausgebildeten Proglottiden zur Besamung der weiter hinten gelegenen und weiblich ausgebildeten Proglottiden dienen. Im Regelfall liegen jedoch Mehrfachinfektionen vor, die Fortpflanzung findet dann fast ausschließlich bisexuell statt.
Aus den Eiern schlüpft die Sechshakenlarve (Hexacanthlarve), welche von einem Zwischenwirt aufgenommen werden muss. Dort lagert sie sich im Gewebe ein und wird als Metacestode bezeichnet. Der Wurm verbleibt nun solange ruhend im Gewebe, bis der Träger (z. B. Schwein, Hund, Fisch) als Nahrung für einen geeigneten Wirt dient (z. B. Mensch, Hund). Der Wurm wird nun in dessen Darm frei und siedelt sich an. Der neue Wirt wird dadurch zum neuen Endwirt, in dem der Wurm als Kommensale (Fressgemeinschaft) oder Parasit lebt.

## Schadwirkung

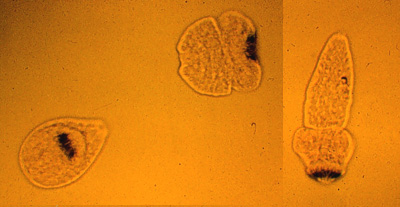
Larven des Fuchsbandwurmes

Der Wurm selbst ist für den Endwirt bei mäßigem Befall meistens unschädlich. Nur bei zu hohem Aufkommen kann der Wirt an Gewicht verlieren. Die eigentliche Gefahr geht von den Metacestoden aus, die sich im Gewebe einlagern und dort gesundes Gewebe verdrängen oder durch „krebsartiges“ Wachstum ganze Organe zerstören können, wie dies etwa bei der Hydatidenbildung des Fuchsbandwurmes (Echinococcus multilocularis) der Fall ist.

## Systematik der Bandwürmer
Während die monozoischen Bandwürmer anderer Taxa in der Regel wenig bekannt sind, gehören den Eucestoda eine Reihe sehr bekannter und medizinisch relevanter Arten an, etwa:
- Fischbandwurm (Diphyllobothrium latum)
- (Dreigliedriger) Hundebandwurm (Echinococcus granulosus)
- Fuchsbandwurm (Echinococcus multilocularis)
- Rinderbandwurm (Taenia saginata)
- Schweinebandwurm (Taenia solium)
- Zwergbandwurm (Hymenolepis nana)